# Irene Lewy Rodríguez
Irene Lewy Rodríguez, coneguda també com a Irene Falcón (Madrid, 27 de novembre de 1907 - El Espinar, Segovia, 19 d'agost de 1999) va ser una periodista, secretària personal de Dolores Ibárruri (1895-1989).

## Biografia
Irene Lewy Rodríguez era filla de Siegfried Lewy, comerciant polonès de religió jueva i classe mitjana, que la matriculà al Col·legi Alemany de Madrid. Aquesta educació permeté que Irene Lewy parlés diversos idiomes i comptés amb una excel·lent cultura. Als quinze anys, començà a treballar com a bibliotecària del metge i premi Nobel Santiago Ramón y Cajal, per a qui traduí articles de revistes internacionals.
Per guanyar uns diners extra, sa mare, María del Carmen Rodríguez Núñez, en enviudar llogaven habitacions a la seva casa de Madrid. Allà, el 1922, amb quinze anys, va conèixer a César Falcón, periodista amb el qual es va casar posteriorment a l'estranger. El 1926 Falcón va ser destinat a Londres i ella decideix acompanyar-lo i junts van a casar-se a Edimburg, ja que ella era menor d'edat i només en aquest país podia casar-se lliurement, adoptant el cognom del seu marit, raó per la qual en molts documents apareix com Irene Falcón. Mentre va viure a Londres va néixer el seu únic fill.
El 1926, i vivint a Londres, va començar a publicar articles en El Sol, La Voz i Mundo Obrero, i els signava amb el seu nom de casada, Irene Falcón. Entre 1933 i 1935 va col·laborar en la revista Cultura integral y femenina, en la qual tenia cabuda tot tipus d'associacionisme feminista actiu, ja fora de dretes com d'extrema esquerra. S'hi defensava l'emancipació de la dona a través de la cultura i el coneixement. Tota aquesta activitat de protesta a través dels mitjans de comunicació van fer que César Falcón acabés a la presó i més tard va ser expulsat del país, i van anar a França. De França van tornar a Espanya, juntament amb Indalecio Prieto, uns dies abans de la proclamació de la II República.
En tornar a Espanya, va fundar la revista Nosotros, l'editorial Historia Nuerva, l'organització Mujeres Antifascistas, el partit Izquierda Revolucionaria y Antiimperialista (IRYA) i el Teatro Proletario. El 1932, en dissoldre's el seu partit va entrar en el Partit Comunista d'Espanya (PCE), per al qual va treballar com a corresponsal a Moscou des de 1934.
L'any 1934, treballant para la revista Mundo Obrero coneix la dirigent comunista Dolores Ibárruri, amb qui va començar a treballar i va arribar a convertir-se a la seva mà dreta. Van compartir militància en la Comissió Femenina del PCE i en la Unión de Mujeres Antifascistas.
En aquest mateix any és enviada com a corresponsal de Mundo Obrero a Moscou, i torna el 1937 per convertir-se en la principal col·laboradora de Dolores Ibárruri durant la guerra civil, i va seguir sent-ho fins a la mort d'aquesta el 1989.
Després de la guerra va estar exiliada; primer a Rússia, on va treballar com a corresponsal per al PCE a Moscou a través de la Ràdio Espanya Independent (REI) Mentre va estar exiliada a Rússia va sofrir les purgues estalinistes. Quan l'any 1954 perd el seu treball, es trasllada, al costat de la seva germana Catalina (Kety), a Pequín, on va muntar una ràdio en llengua espanyola, en la qual va treballar com a locutora al costat de la seva germana. Va tornar a Espanya el 1977 amb l'amnistia i va entrar a treballar en la Fundació Dolores Ibárruri.
L'any 1996 va publicar el llibre Asalto a los cielos: mi vida junto a Pasionaria, escrit amb la col·laboració de Manuel Jiménez i Jesús Montero, que pot considerar-se les seves memòries. Va morir el 1999, uns autors diuen que a Madrid, mentre que uns altres afirmen que va morir en El Espinar (Segòvia).